# Wirat Pimthon
Wirat Pimthon es un deportista tailandés que compitió en taekwondo. Ganó una medalla de bronce en los Juegos Asiáticos de 1998 en la categoría de –50 kg.

## Palmarés internacional
| Juegos Asiáticos | Juegos Asiáticos    | Juegos Asiáticos  | Juegos Asiáticos |
| Año              | Lugar               | Medalla           | Categoría        |
| ---------------- | ------------------- | ----------------- | ---------------- |
| 1998             | Bangkok (Tailandia) | Medalla de bronce | –50 kg           |